# هوليوود (معالج رسومات)

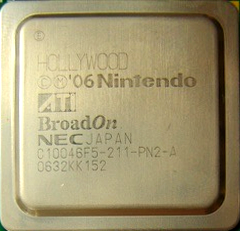
وحدة معالجة الرسوميات هوليوود لنظام ألعاب الفيديو الوي

هوليوود (بالإنجليزية: Hollywood)‏ وهي وحدة معالجة الرسوميات لنظام ألعاب الفيديو وي من شركة نينتندو, وقد تم تصميمه من قبل شركة إي تي آي بتكنولوجيا سيموس 90nm مثل وحدة برود وي من شركة أي بي أم. ولم يتم الإفصاح عن الكثير من المعلومات عن هذه الوحدة من قبل نينتندو أو أي بي أم أو إي تي آي.